# Загарье (Ярославская область)
Загарье (по топокарте Загорье) — деревня в Большесельском сельском поселении Большесельского района Ярославской области.

## Население
По данным статистического сборника «Сельские населенные пункты Ярославской области на 1 января 2007 года», в деревне Загарье проживает 7 человек. По топокарте на 1981 год в деревне проживало 0,01 тыс. человек.

## География
Деревня расположена в западной части района. Она стоит на небольшом удалении к северу от автомобильной дороги, следующей из Большого Села на запад к федеральной автомобильной трассе Р104. На расстоянии менее 1 км на запад от Загарье стоит деревня Аниково. Это самая западная деревня района вдоль этой дороги, на протяжении около 5 км в этом направлении населённых пунктов нет, далее дорога приближается к правому северному берегу Юхоти, где стоят деревни Мышкинского района. В восточном направлении, в сторону Нового села населённые пункты стоят плотно. Ближайшие на восток деревни — Алексино и Малинки находится на расстоянии около 1 км, на правом берегу реки Койки. Деревня ориентирована вдоль дороги с востока на запад. Она стоит на небольшом поле (общем с Аниково), в окружении лесов. К северо-западу от деревни начинается Шалимовское болото.